# Sidi Youssef Ben Ali
Sidi Youssef Ben Ali (arabiska: سيدي يوسف بن علي) är ett arrondissement i staden Marrakech i Marocko. Antalet invånare var 122 889 vid folkräkningen 2014.